# Mercedes-Benz ML
Mercedes-Benz ML – samochód sportowo-użytkowy klasy wyższej produkowany przez niemiecką markę Mercedes-Benz w latach 1997 - 2015 w trzech generacjach. W 2015 roku w ramach zmian w nazewnictwie auto zyskało nową nazwę – GLE.
Na niektórych rynkach dla tego modelu stosowano również zamienną, alternatywną nazwę Mercedes-Benz klasy M.

## Pierwsza generacja
Mercedes-Benz ML I oznaczony kodem fabrycznym W163 zaprezentowano podczas salonu motoryzacyjnego we Frankfurcie w 1997 roku.

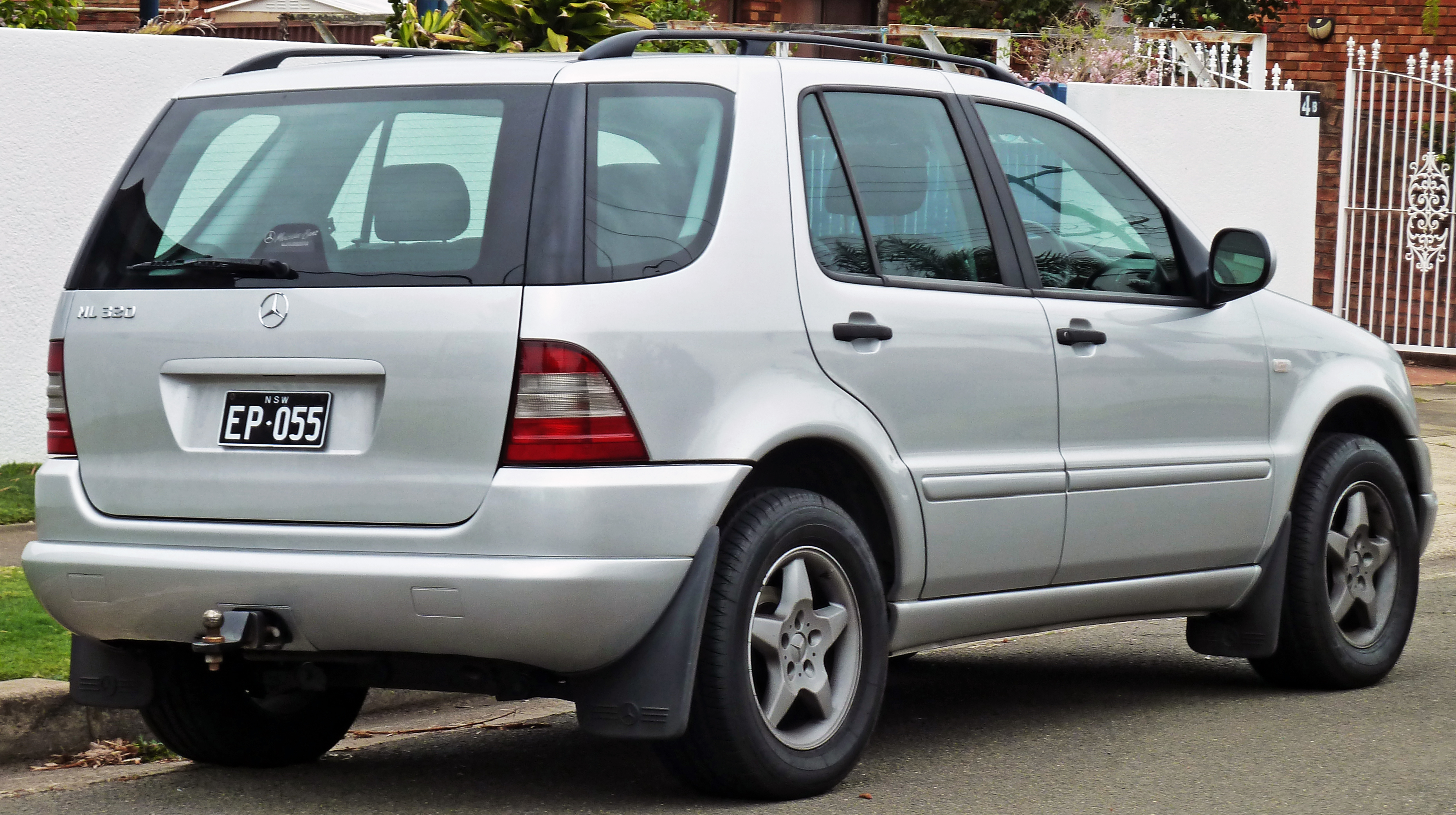
Mercedes ML I (W163) – tył przed liftingiem

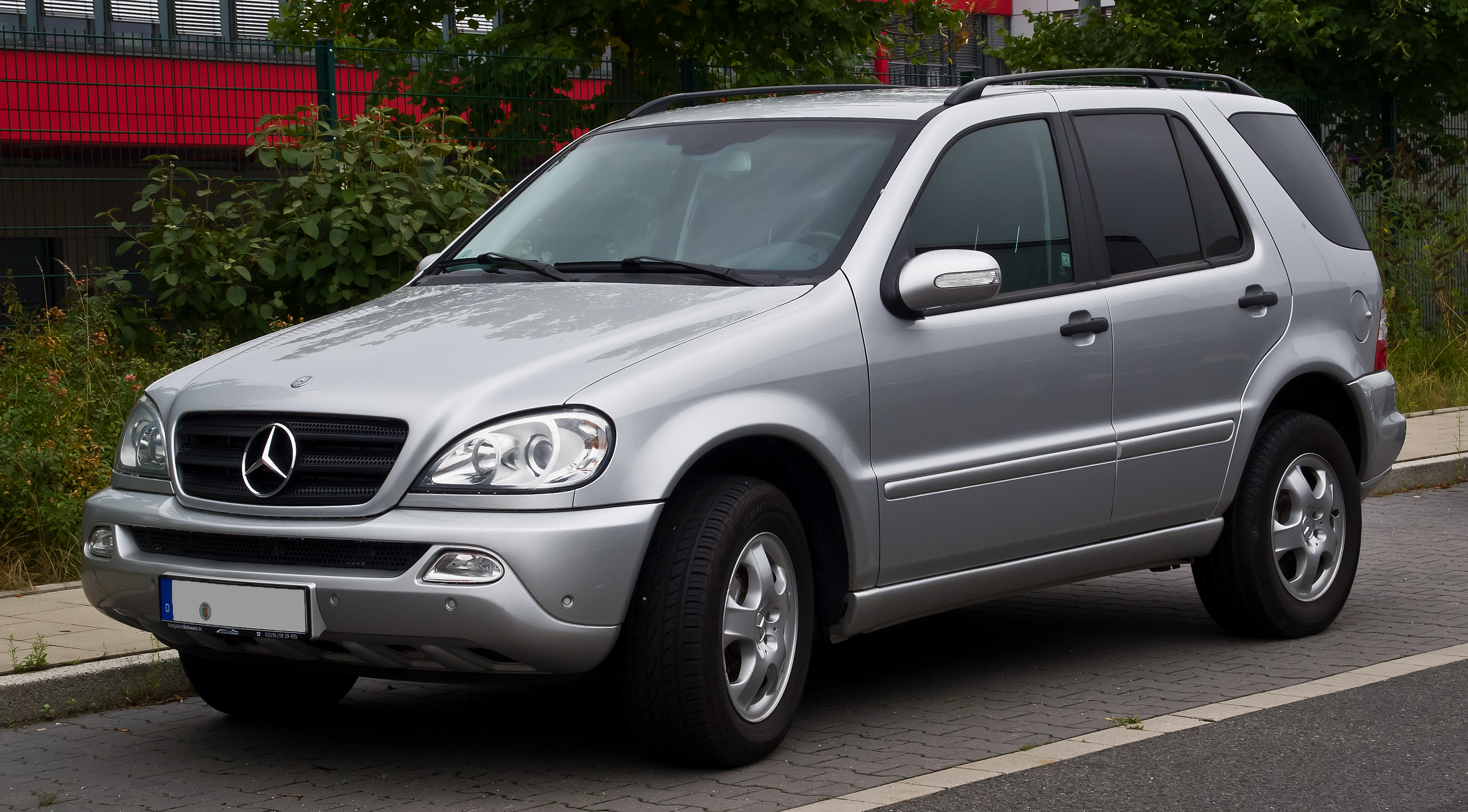
Mercedes ML I (W163) po liftingu

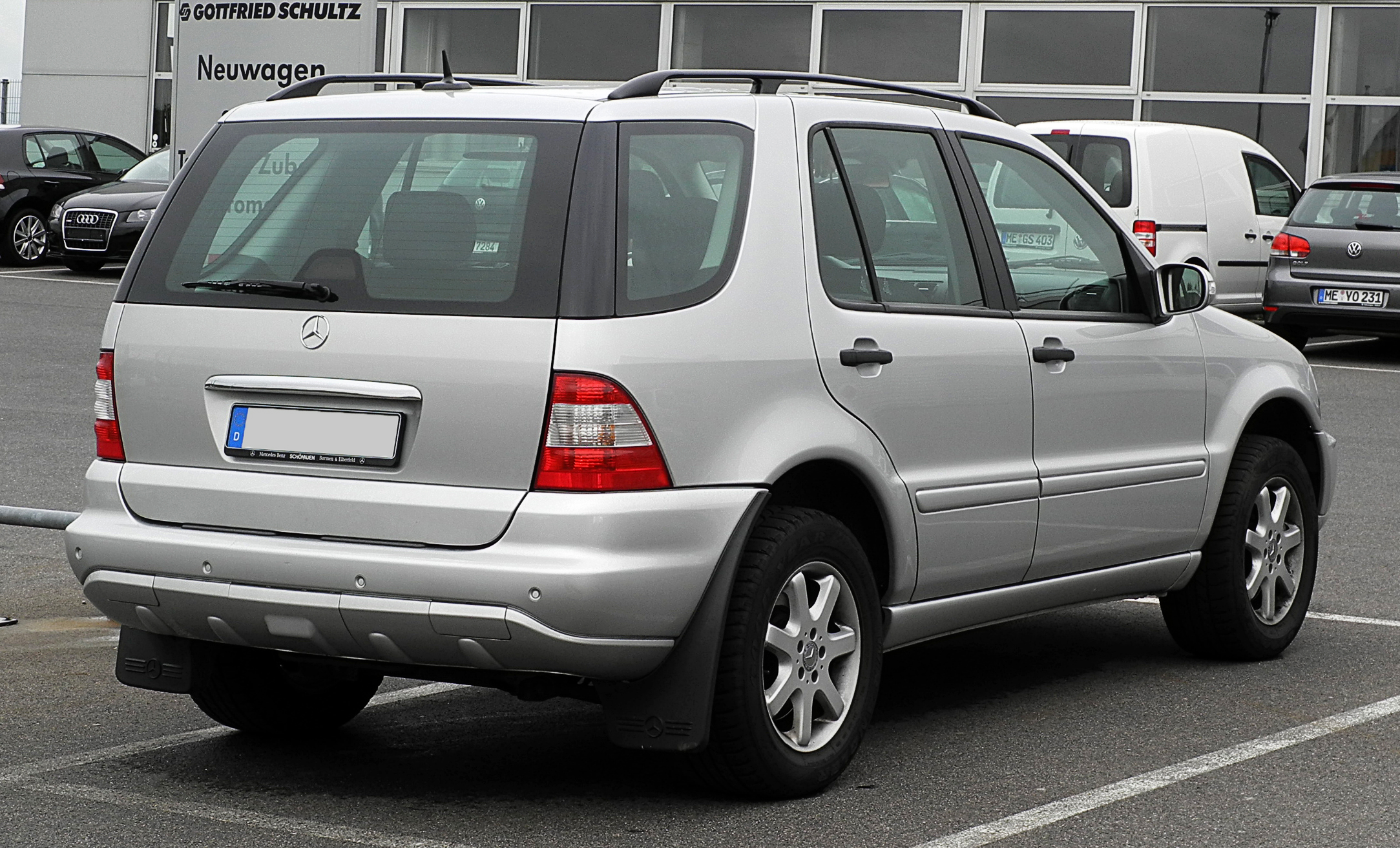
Mercedes ML I (W163) – tył po liftingu

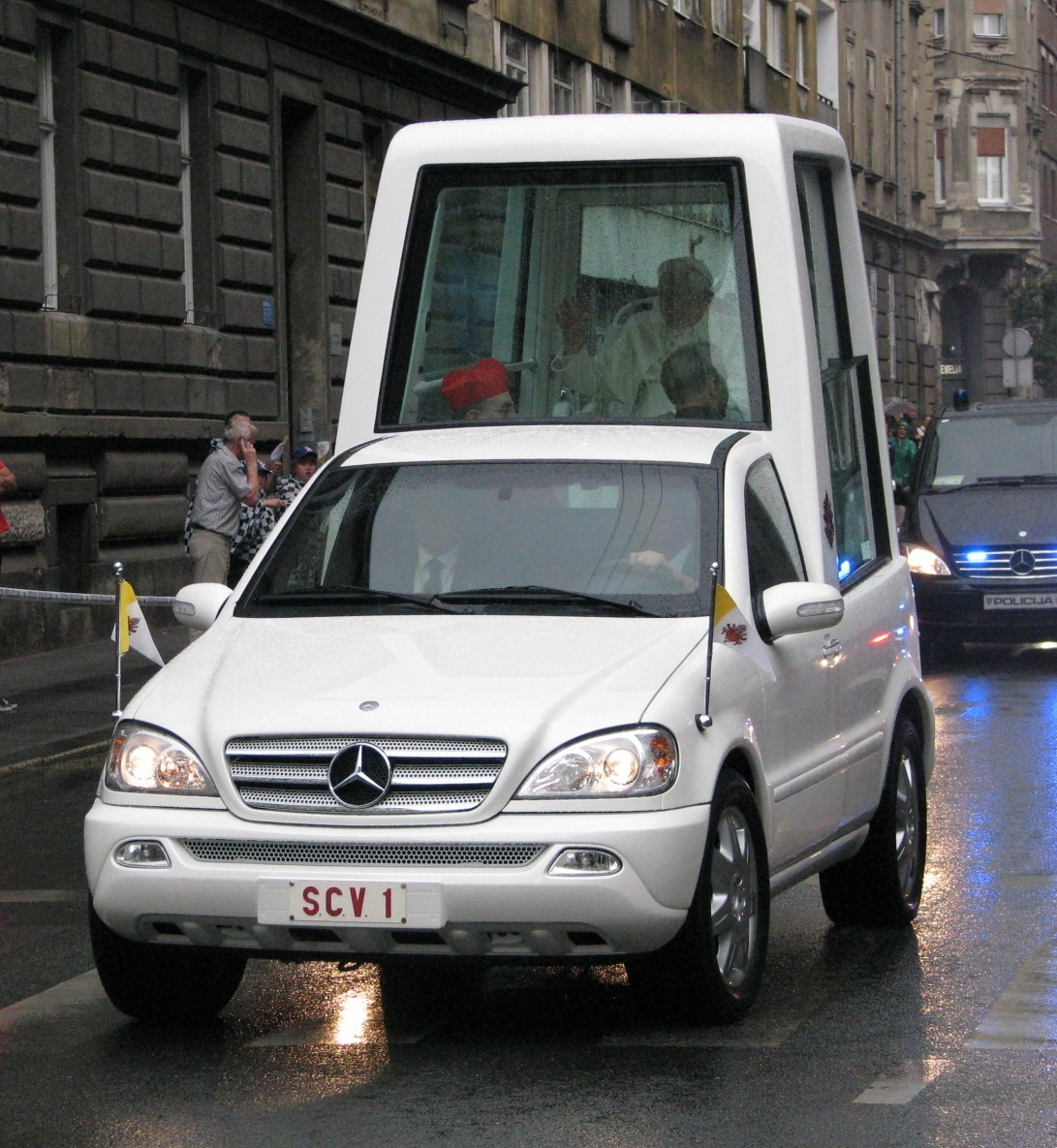
Papamobile na bazie Mercedesa-Benza ML I

Auto produkowano w latach 1997 - 2005. W 2001 roku auto przeszło facelifting. Model po liftingu można rozpoznać m.in. po zmienionych zderzakach, tylnych lampach, oraz kierunkowskazach w lusterkach.
W 1998 roku samochód zdobył tytuł North American Truck of the Year. Było wiele dostępnych silników.

### Papamobile
6 czerwca 2002 roku papieżowi Janowi Pawłowi II przekazano zbudowane na bazie W163 po liftingu papamobile, które pełniło funkcję ostatniego papamobile papieża Jana Pawła II i pierwszego Benedykta XVI. Był to Mercedes-Benz ML 430, specjalnie przygotowany do tego celu przez producenta. Samochód posiadał specjalną kuloodporną szybę, klimatyzowaną kabinę papieża oraz m.in. wzmocnioną konstrukcję silnika o mocy 272 KM i pojemności 4,3 litra, która w razie potrzeby pozwoliłaby na osiągnięcie prędkości 170 km/h. Pierwszy raz pojazdu użyto podczas pielgrzymki do Toronto na XVII Światowe Dni Młodzieży.

### Dane techniczne
| Wersja                | Silnik:                          | Układ zasilania:   | Średnica × skok tłoka: | St. sprężania:     | Moc maksymalna:                    | Maks. moment obrotowy          | 0-100 km/h:        | V-max:             |
| Silniki benzynowe:    | Silniki benzynowe:               | Silniki benzynowe: | Silniki benzynowe:     | Silniki benzynowe: | Silniki benzynowe:                 | Silniki benzynowe:             | Silniki benzynowe: | Silniki benzynowe: |
| --------------------- | -------------------------------- | ------------------ | ---------------------- | ------------------ | ---------------------------------- | ------------------------------ | ------------------ | ------------------ |
| ML230                 | R4 2,3 l (2295 cm³), DOHC        | wtrysk             | 90,90 mm × 88,40 mm    | 10,4:1             | 150 KM (110 kW) przy 5400 obr./min | 220 N•m przy 3800 obr./min     | 13,2 s             | 179 km/h           |
| ML320                 | V6 3,2 l (3199 cm³), DOHC        | wtrysk             | 89,90 mm × 84,00 mm    | 10,0:1             | 218 KM (160 kW) przy 5700 obr./min | 310 Nm przy 3000-5000 obr./min | 9,5 s              | 180 km/h           |
| ML350                 | V6 3,7 l (3724 cm³), SOHC        | wtrysk             | 97,00 mm × 84,00 mm    | 10,0:1             | 235 KM (173 kW) przy 5750 obr./min | 345 Nm przy 3000-4500 obr./min | 9,1 s              | 205 km/h           |
| ML430                 | V8 4,3 l (4266 cm³), SOHC        | wtrysk             | 89,90 mm × 84,00 mm    | 10,0:1             | 272 KM (200 kW) przy 5750 obr./min | 390 Nm przy 3000-4500 obr./min | 7,9 s              | 210 km/h           |
| ML500                 | V8 5,0 l (4966 cm³), SOHC        | wtrysk             | 97,00 mm × 84,00 mm    | 10,0:1             | 292 KM (215 kW) przy 5600 obr./min | 440 Nm przy 2700-4250 obr./min | 7,7 s              | 222 km/h           |
| ML55 AMG              | V8 5,4 l (5439 cm³), SOHC        | wtrysk             | 97,00 mm × 92,00 mm    | 10,5:1             | 347 KM (255 kW) przy 5500 obr./min | 510 Nm przy 2800-4500 obr./min | 6,8 s              | 235 km/h           |
| Silniki wysokoprężne: |                                  |                    |                        |                    |                                    |                                |                    |                    |
| ML270 CDI             | R5 2,7 l (2688 cm³), DOHC, turbo | common rail        | 88,00 mm × 88,40 mm    | 18,0:1             | 163 KM (120 kW) przy 4200 obr./min | 370 Nm przy 1600-2800 obr./min | 11,7 s             | 185 km/h           |
| ML400 CDI             | V8 4,0 l (3996 cm³), DOHC, turbo | common rail        | 86,00 mm × 86,00 mm    | 18,0:1             | 250 KM (184 kW) przy 4000 obr./min | 560 Nm przy 1700-2600 obr./min | 8,1 s              | 213 km/h           |

## Druga generacja
Mercedes-Benz ML II oznaczony kodem fabrycznym W164 zaprezentowano po raz pierwszy w 2005 roku.

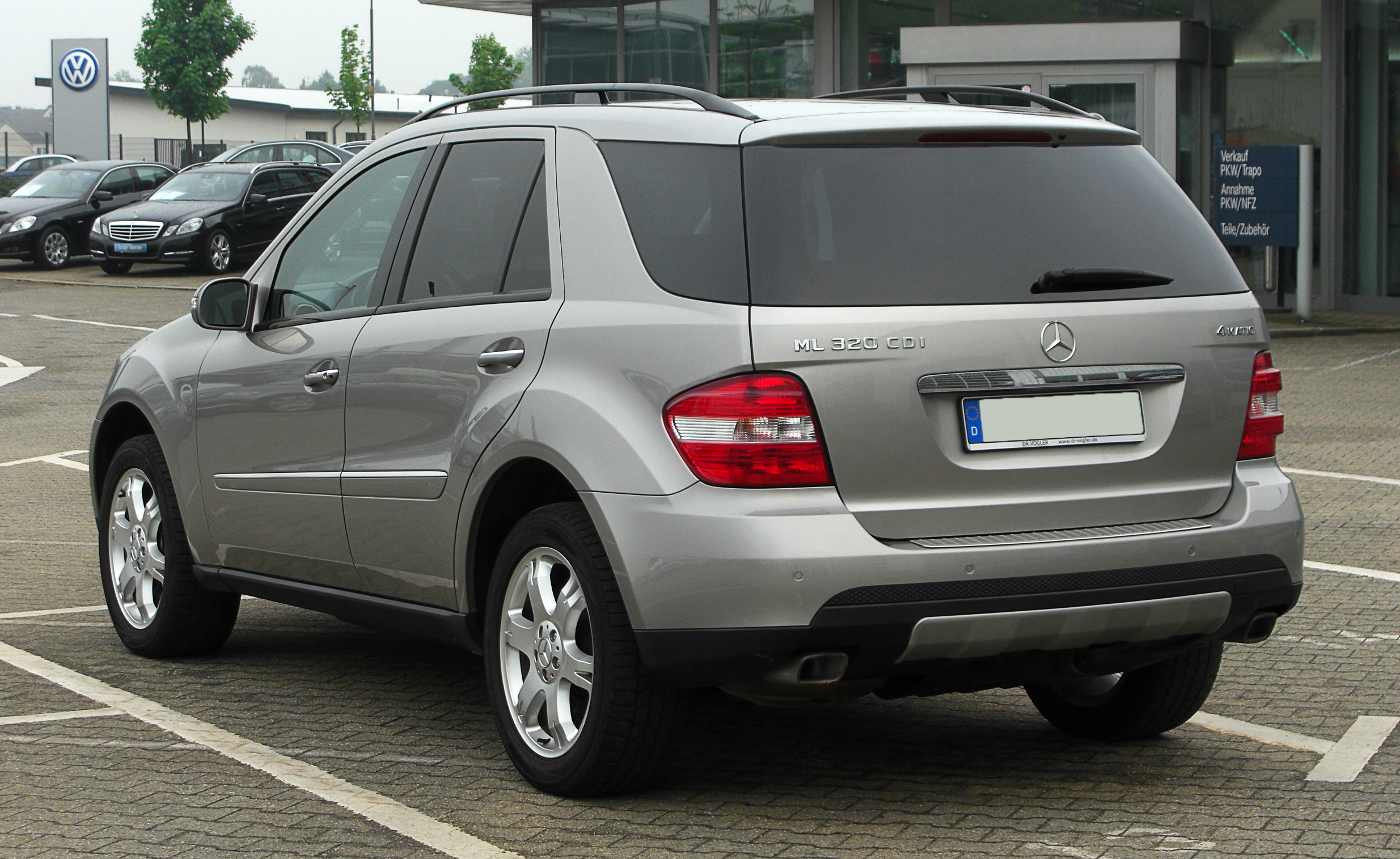
Mercedes II (W164) – tył przed liftingiem

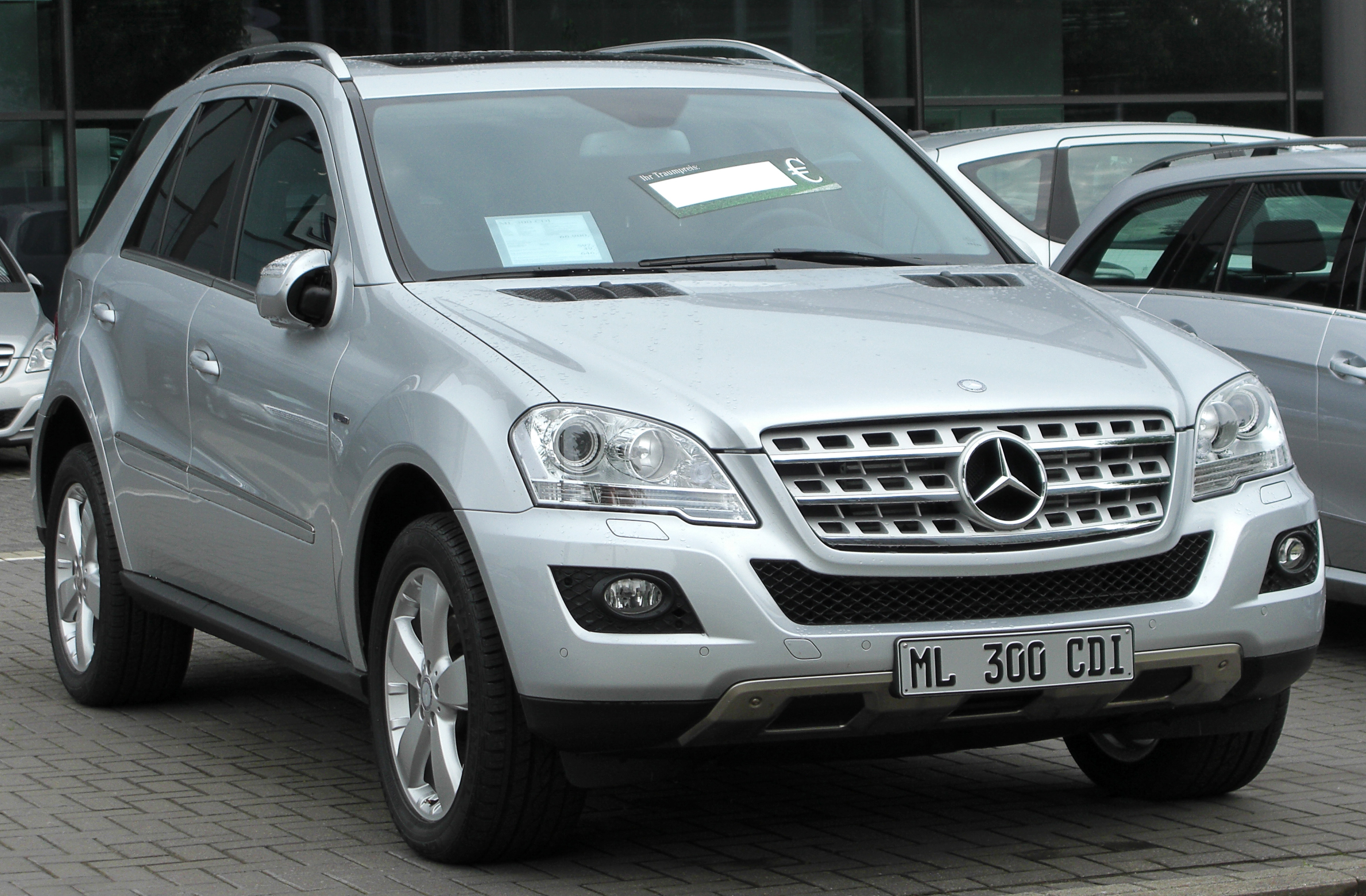
Mercedes ML II (W164) po liftingu

Po mało pochlebnych opiniach na temat poprzednika, producent do nowego wcieleni wprowadził całkowicie nową, samonośną konstrukcję i zrezygnował z montowania w nim 4-cylindrowych jednostek. Od tej chwili ML występował tylko w konfiguracji z widlastymi silnikami i automatyczną skrzynią biegów. 
Prace nad II generacją klasy M rozpoczęto już w 1999 roku. Sylwetkę pojazdu i wnętrze ukończono już w 2001 roku. Oficjalna premiera miała miejsce w Detroit, a światowa premiera w Europie odbyła się we Frankfurcie w 2005 roku.
Samochód w listopadzie 2008 roku przeszedł facelifting, obejmujący modernizację wyglądu zewnętrznego, jak i wewnętrznego (nowa stylistyka), zmiany nie ominęły również aspektów technicznych. Dodano zmodernizowaną automatyczną skrzynię biegów 7 G-Tronic ze sterowaniem manetką w kolumnie kierownicy, poprawiono w znaczący sposób bezawaryjność drobnych elementów (np. elektrycznie domykanego zamka klapy tylnej) oraz zwiększono liczbę dodatków możliwych do zamówienia (np. światła tylne w technologii LED). Dostępnych było bardzo dużo silników.

### Dane techniczne
| Wersja                | Silnik:                          | Układ zasilania:   | Średnica × skok tłoka: | St. sprężania:     | Moc maksymalna:                    | Maks. moment obrotowy          | 0-100 km/h:        | V-max:             |
| Silniki benzynowe:    | Silniki benzynowe:               | Silniki benzynowe: | Silniki benzynowe:     | Silniki benzynowe: | Silniki benzynowe:                 | Silniki benzynowe:             | Silniki benzynowe: | Silniki benzynowe: |
| --------------------- | -------------------------------- | ------------------ | ---------------------- | ------------------ | ---------------------------------- | ------------------------------ | ------------------ | ------------------ |
| ML350                 | V6 3,5 l (3498 cm³), DOHC        | wtrysk             | 92,90 mm × 86,00 mm    | 10,7:1             | 272 KM (200 kW) przy 6000 obr./min | 350 Nm przy 2400-5000 obr./min | 8,4 s              | 215 km/h           |
| ML500                 | V8 5,0 l (4966 cm³), SOHC        | wtrysk             | 97,00 mm × 84,00 mm    | 10,0:1             | 306 KM (225 kW) przy 5600 obr./min | 460 Nm przy 2700-4750 obr./min | 6,9 s              | 235 km/h           |
| ML500                 | V8 5,5 l (5461 cm³), SOHC        | wtrysk             | 98,00 mm × 90,50 mm    | 10,7:1             | 388 KM (285 kW) przy 6000 obr./min | 530 Nm przy 2800-4800 obr./min | 5,8 s              | 250 km/h           |
| ML63 AMG              | V8 6,2 l (6208 cm³), DOHC        | wtrysk             | 102,20 mm × 94,60 mm   | 11,3:1             | 510 KM (375 kW) przy 6800 obr./min | 630 Nm przy 5200 obr./min      | 5,0 s              | 250 km/h           |
| Silniki wysokoprężne: |                                  |                    |                        |                    |                                    |                                |                    |                    |
| ML280 CDI             | V6 3,0 l (2987 cm³), DOHC, turbo | common rail        | 83,00 mm × 92,00 mm    | 18,0:1             | 190 KM (139 kW)                    | 440 Nm przy 1400-2800 obr./min | 10,4 s             | 200 km/h           |
| ML300 CDI             | V6 3,0 l (2987 cm³), DOHC, turbo | common rail        | 83,00 mm × 92,00 mm    | 18,0:1             | 204 KM (150 kW) przy 4000 obr./min | 500 Nm przy 1400-2400 obr./min | 8,2 s              | 210 km/h           |
| ML320 CDI             | V6 3,0 l (2987 cm³), DOHC, turbo | common rail        | 83,00 mm × 92,00 mm    | 18,0:1             | 224 KM (165 kW) przy 3800 obr./min | 510 Nm przy 1600-2800 obr./min | 8,6 s              | 210 km/h           |
| ML350 CDI             | V6 3,0 l (2987 cm³), DOHC, turbo | common rail        | 83,00 mm × 92,00 mm    | 18,0:1             | 231 KM (170 kW) przy 3800 obr./min | 540 Nm przy 1600-2400 obr./min | 7,3 s              | 220 km/h           |
| ML350 BlueTEC         | V6 3,0 l (2987 cm³), DOHC, turbo | common rail        | 83,00 mm × 92,00 mm    | 18,0:1             | 211 KM (155 kW) przy 3600 obr./min | 540 Nm przy 1600-2400 obr./min | 8,7 s              | 210 km/h           |
| ML420/450 CDI         | V8 4,0 l (3996 cm³), DOHC, turbo | common rail        | 86,00 mm × 86,00 mm    | 18,0:1             | 306 KM (225 kW) przy 3600 obr./min | 700 Nm przy 2000-2600 obr./min | 6,5 s              | 235 km/h           |

## Trzecia generacja
Mercedes-Benz ML III oznaczony kodem fabrycznym W166 został zaprezentowany po raz pierwszy w 2011 roku.

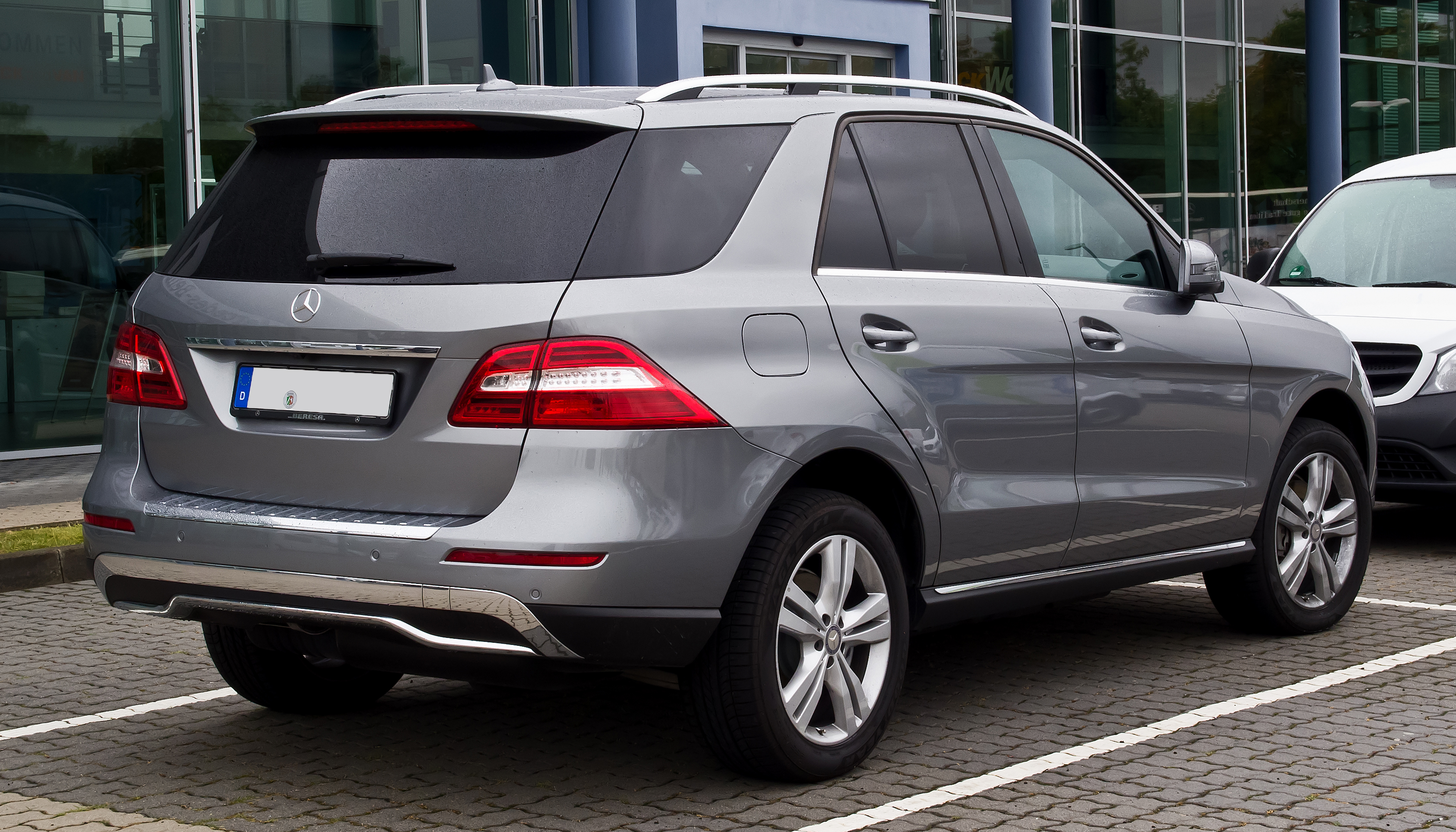
Mercedes-Benz ML III (W166) – tył

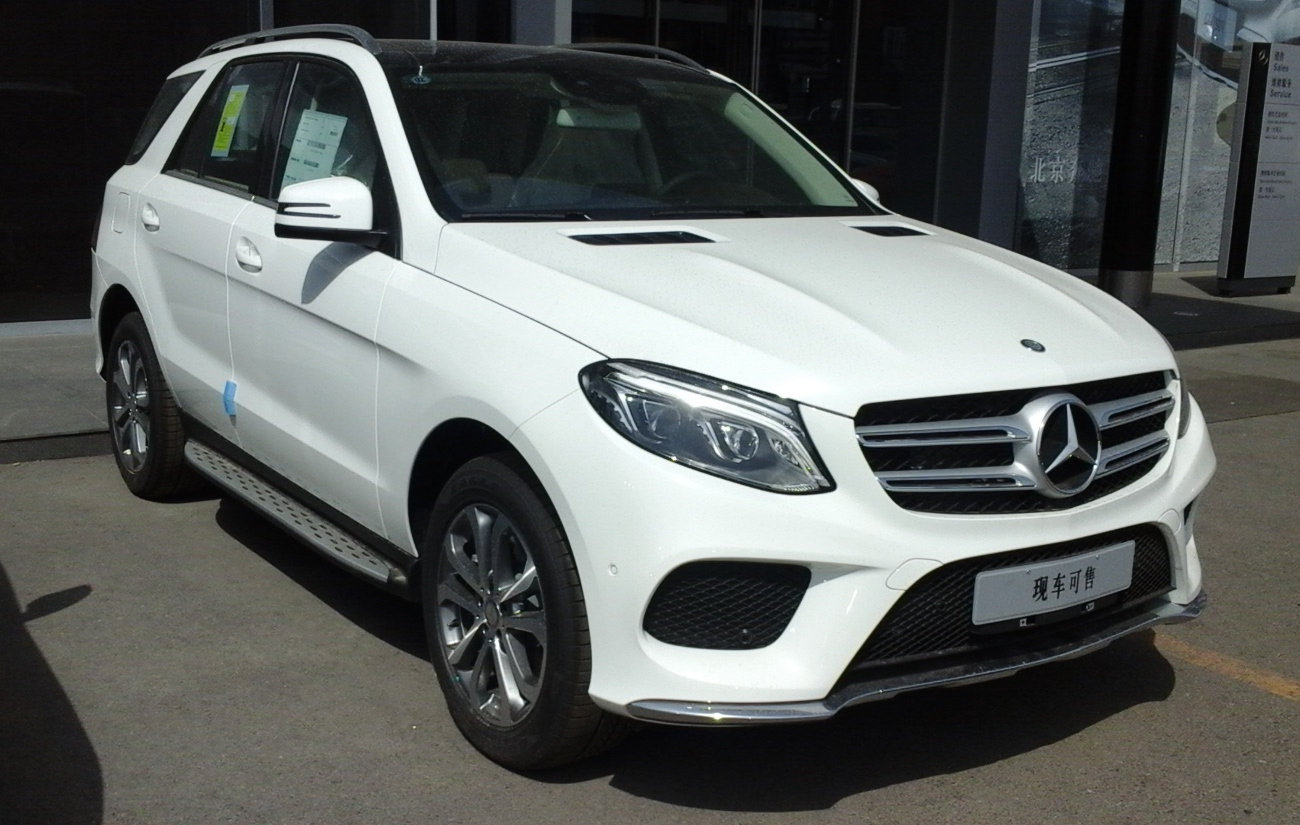
Mercedes-Benz GLE - ML po liftingu i zmianie nazwy

Światowa premiera pojazdu odbyła się podczas targów motoryzacyjnych we Frankfurcie w 2011 roku. Produkcja w amerykańskich zakłach marki w Vance w stanie Alabama ruszyła w lipcu 2011 roku. W porównaniu z poprzednikiem konstruktorzy zdecydowali się zmniejszyć przednie reflektory oraz poszerzyć atrapę wlotu powietrza chłodnicy. Tylne światła zespolone są obecnie większe i zachodzą do bocznej części pojazdu. W modelu W166 ponownie zastosowano silnik R4 (czterocylindrowy rzędowy) o pojemności 2,2 litra, którego nie było w modelu poprzednim.
Samochód początkowo dostępny jest w wersjach z silnikami Diesla: ML 250 CDi BlueEFFICIENCY 4MATIC, ML 350 CDi BlueEFFICIENCY 4MATIC i z silnikiem benzynowym ML 350 4MATIC BlueEFFICIENCY.

### Lifting i zmiana nazwy
Na początku 2015 roku ML przeszedł gruntowną modernizację obejmującą wygląd przodu, tyłu i deski rozdzielczej. Przy okazji została zmieniona nazwa z racji ogłoszonej  nowej, bardziej przejrzystej i uporządkowanej polityki nazewniczej Mercedesa - nazwa ML przeszła do historii na rzecz emblematu GLE. Podobna zmiana zaszła także przy okazji m.in. pozostałych SUV-ów Mercedesa - modeli GLK i GL, których następcy nazywają się odpowiednio GLC i GLS.

### Dane techniczne
| Wersja                           | Silnik:             | Norma emisji spalin (Euro): | Moc maksymalna:                    | Maks. moment obrotowy          | 0-100 km/h:        | V-max:             |                    |                    |
| Silniki benzynowe:               | Silniki benzynowe:  | Silniki benzynowe:          | Silniki benzynowe:                 | Silniki benzynowe:             | Silniki benzynowe: | Silniki benzynowe: | Silniki benzynowe: | Silniki benzynowe: |
| -------------------------------- | ------------------- | --------------------------- | ---------------------------------- | ------------------------------ | ------------------ | ------------------ | ------------------ | ------------------ |
| ML 350 4MATIC BlueEFFICIENCY     | V6 3,5 l (3498 cm³) | Euro 5                      | 306 KM (225 kW) przy 6500 obr./min | 370 Nm przy 3500-5250 obr./min | 7,6 s              | 235 km/h           |                    |                    |
| ML 500 4MATIC BlueEFFICIENCY     | V8 4,7 l (4663 cm³) | Euro 5                      | 408 KM (300 kW)                    | 600 Nm przy 3000-4500 obr./min | 5,6 s              | 250 km/h           |                    |                    |
| ML 63 AMG 4MATIC                 | V8 5,5 l (5461 cm³) | Euro 5                      | 525 KM (386kW)                     | 700 Nm przy 1750-5000 obr./min | 4,8 s              | 250 km/h           |                    |                    |
| Silniki wysokoprężne:            |                     |                             |                                    |                                |                    |                    |                    |                    |
| ML 250 CDi BlueEFFICIENCY 4MATIC | R4 2,2 l (2143 cm³) | Euro 6                      | 204 KM (150 kW)                    | 500 Nm przy 1600-1800 obr./min | 9,0 s              | 210 km/h           |                    |                    |
| ML 350 CDi BlueEFFICIENCY 4MATIC | V6 3,0 l (3000 cm³) | Euro 6                      | 258 KM (190 kW)                    | 620 Nm przy 1600-1800 obr./min | 7,4 s              | 224 km/h           |                    |                    |

### Papamobile
8 grudnia 2012 roku papież Benedykt XVI otrzymał w darze od prezesa niemieckiej firmy Mercedes-Benz dwa nowe papamobile w tradycyjnym kolorze perłowej bieli. Jest to specjalny Mercedes ML, oparty na III generacji auta z powiększoną kopułą, do której papież ma ułatwiony dostęp. Większa powierzchnia kuloodpornych szyb oraz podświetlenie dachu pozwoli na dokładniejsze dostrzeżenie wiernym papieża. Tron papieski obszyto białą skórą. Podświetlenie dachu, dostępne w różnych iluminacjach świetlnych, zasilane jest ogniwami słonecznymi poprzez baterie słoneczne umieszczone na dachu pojazdu.